# 賽迪顧問
賽迪顧問股份有限公司，簡稱賽迪顧問股份，以及賽迪顧問（英語：CCID CONSULTING COMPANY LIMITED，港交所：8235），於2000年由中國電子信息產業發展研究院相關公司，旗下現時在國內經營各发展战略与规划、营销策略与研究、人力资源管理、IT规划与治理、投融资和并购業務合併而設。
總裁為秦海林，總部位於中國北京市海淀區紫竹院路66號賽迪大廈10層。
招股價為0.25港元，發行新股為2.09億H股，集資額為0.52億港元，股份則在2002年12月12日於港交所創業板上市。

## 連結
- CCIDConsulting.com （页面存档备份，存于）